# 2018–2019-es német labdarúgó-bajnokság (első osztály)
A 2018–2019-es német labdarúgó-bajnokság – eredeti német nevén Fußball-Bundesliga – az 56. szezonja a Bundesligának. A szezon 2018 augusztus 24.-én kezdődött, és 2019. május 18.-án ért véget. A címvédő az FC Bayern München, a feljutók pedig a Fortuna Düsseldorf és az 1. FC Nürnberg. Ez az első olyan szezon amit az első világháború óta a Bundesligaban szereplő Hamburger SV nélkül rendeztek.

## Csapatok
A bajnokságon 18 csapat vesz részt: a tavalyi bajnokság bennmaradt 15 csapata (a 16. helyezett osztályzót játszik), és 2 feljutó. A másodosztály első és második helyezettje (a Fortuna Düsseldorf és az 1. FC Nürnberg) feljutott a Bundesligába, viszont a harmadiknak osztályzót kellett játszania a VfL Wolfsburg ellen, ahol a másodosztály harmadik helyezettje, a Holstein Kiel alulmaradt.

### Csapatok adatai
| Csapat                   | Város                | Stadion                   | Befogadóképesség |
| ------------------------ | -------------------- | ------------------------- | ---------------- |
| FC Augsburg              | Augsburg             | WWK ARENA                 | 30 660           |
| Bayer 04 Leverkusen      | Leverkusen           | BayArena                  | 30 210           |
| FC Bayern München        | München              | Allianz Arena             | 71 000           |
| Borussia Dortmund        | Dortmund             | Signal Iduna Park         | 80 645           |
| Borussia Mönchengladbach | Mönchengladbach      | Stadion im Borussia-Park  | 54 010           |
| Eintracht Frankfurt      | Frankfurt            | Commerzbank-Arena         | 51 500           |
| Fortuna Düsseldorf       | Düsseldorf           | Esprit Arena              | 54 600           |
| SC Freiburg              | Freiburg im Breisgau | Schwarzwald-Stadion       | 24 000           |
| Hannover 96              | Hannover             | HDI-Arena                 | 49 000           |
| Hertha BSC               | Berlin               | Olimpiai Stadion          | 74 244           |
| TSG 1899 Hoffenheim      | Sinsheim             | Wirsol Rhein-Neckar-Arena | 30 150           |
| RB Leipzig               | Lipcse               | Red Bull Arena            | 42 959           |
| 1. FSV Mainz 05          | Mainz                | OPEL ARENA                | 34 000           |
| 1. FC Nürnberg           | Nürnberg             | Max-Morlock-Stadion       | 50 000           |
| FC Schalke 04            | Gelsenkirchen        | Veltins-Arena             | 61 973           |
| VfB Stuttgart            | Stuttgart            | Mercedes-Benz Arena       | 60 441           |
| Werder Bremen            | Bréma                | Weserstadion              | 42 100           |
| VfL Wolfsburg            | Wolfsburg            | Volkswagen Arena          | 30 000           |

### Személyek és támogatók
| Csapat                   | Vezetőedző        | Csapatkapitány    | Mezgyártó | Mezszopnzor                                             |
| ------------------------ | ----------------- | ----------------- | --------- | ------------------------------------------------------- |
| Augsburg                 | Martin Schmidt    | Daniel Baier      | Nike      | WWK, baramundi software                                 |
| Bayer Leverkusen         | Peter Bosz        | Lars Bender       | Jako      | Barmenia Versicherungen, Westminster-Gruppe             |
| Bayern München           | Niko Kovač        | Manuel Neuer      | Adidas    | Deutsche Telekom, Qatar Airways                         |
| Borussia Dortmund        | Lucien Favre      | Marco Reus        | Puma      | Evonik, Opel                                            |
| Borussia Mönchengladbach | Dieter Hecking    | Lars Stindl       | Puma      | Postbank, H-Hotels                                      |
| Eintracht Frankfurt      | Adi Hütter        | David Abraham     | Nike      | Indeed.com, Deutsche Börse Group                        |
| Fortuna Düsseldorf       | Friedhelm Funkel  | Oliver Fink       | Uhlsport  | Henkel, Toyo Tires Reifen                               |
| Freiburg                 | Christian Streich | Mike Frantz       | Hummel    | Schwarzwaldmilch (H & A), LAC Lactosefrei (3), Badenova |
| Hannover 96              | Thomas Doll       | Marvin Bakalorz   | Jako      | Heinz von Heiden, HDI                                   |
| Hertha BSC               | Dárdai Pál        | Vedad Ibišević    | Nike      | TEDi, Hyundai                                           |
| Hoffenheim               | Julian Nagelsmann | Kevin Vogt        | Lotto     | SAP, Prowin                                             |
| RB Leipzig               | Ralf Rangnick     | Willi Orban       | Nike      | Red Bull, CG Immobilien                                 |
| Mainz 05                 | Sandro Schwartz   | Stefan Bell       | Lotto     | Kömmerling, MFD Aviation                                |
| Nürnberg                 | Boris Schommers   | Hanno Behrens     | Umbro     | Nürnberger Versicherung, Godelmann Betonstein           |
| Schalke 04               | Huub Stevens      | Ralf Fährmann     | Umbro     | Gazprom, AllyouneedFresh                                |
| VfB Stuttgart            | Nico Willig       | Christian Gentner | Puma      | Mercedes-Benz Bank, GAZİ                                |
| Werder Bremen            | Florian Kohfeldt  | Max Kruse         | Umbro     | Wiesenhof, H-Hotels                                     |
| VfL Wolfsburg            | Bruno Labbadia    | Josuha Guilavogui | Nike      | Volkswagen, UPS                                         |

### Vezetőedző váltások
| Csapat              | Távozó edző         | Ok                                     | Dátum                      | Érkező                      | Dátum                     |
| ------------------- | ------------------- | -------------------------------------- | -------------------------- | --------------------------- | ------------------------- |
| Bayern München      | Jupp Heynckes       | Szerződés lejárta                      | Előszezon 2017. június 30. | Niko Kovač                  | Előszezon 2017. július 1. |
| Eintracht Frankfurt | Niko Kovač          | A Bayern München csapatához szerződött | Előszezon 2017. június 30. | Adi Hütter                  | Előszezon 2017. július 1. |
| Borussia Dortmund   | Peter Stöger        | Szerződés lejárta                      | Előszezon 2017. június 30. | Lucien Favre                | Előszezon 2017. július 1. |
| RB Leipzig          | Ralph Hasenhüttl    | Közös megegyezés                       | Előszezon 2017. június 30. | Ralf Rangnick               | 2018. július 9.           |
| VfB Stuttgart       | Tayfun Korkut       | Elküldték                              | 2018. október 7.           | Markus Weinzierl            | 2018. október 9.          |
| Bayer Leverkusen    | Heiko Herrlich      | Elküldték                              | 2018. október 23.          | Peter Bosz                  | 2018. október 23.         |
| Hannover 96         | André Breitenreiter | Elküldték                              | 2019. január 27.           | Thomas Doll                 | 2019. január 27.          |
| 1. FC Nürnberg      | Michael Köllner     | Elküldték                              | 2019. február 12.          | Boris Schommers (megbízott) | 2019. február 12.         |
| Schalke 04          | Domenico Tedesco    | Elküldték                              | 2019. március 14.          | Huub Stevens (megbízott)    | 2019. március 14.         |
| FC Augsburg         | Manuel Baum         | Elküldték                              | 2019. április 9.           | Martin Schmidt              | 2019. április 9.          |
| VfB Stuttgart       | Markus Weinzierl    | Elküldték                              | 2019. április 20.          | Nico Willig (megbízott)     | 2019. április 20.         |

## Tabella
| Hely. | Csapat                   | M  | Gy | D  | V  | G+ | G– | Gk  | P  | Továbbjutás vagy kiesés      |
| ----- | ------------------------ | -- | -- | -- | -- | -- | -- | --- | -- | ---------------------------- |
| 1.    | Bayern München CV        | 34 | 24 | 6  | 4  | 88 | 32 | +56 | 78 | Bajnokok Ligája–csoportkör   |
| 2.    | Borussia Dortmund        | 34 | 23 | 7  | 4  | 81 | 44 | +37 | 76 | Bajnokok Ligája–csoportkör   |
| 3.    | RB Leipzig               | 34 | 19 | 9  | 6  | 63 | 29 | +34 | 66 | Bajnokok Ligája–csoportkör   |
| 4.    | Bayer Leverkusen         | 34 | 18 | 4  | 12 | 69 | 52 | +17 | 58 | Bajnokok Ligája–csoportkör   |
| 5.    | Borussia Mönchengladbach | 34 | 16 | 7  | 11 | 55 | 42 | +13 | 55 | Európa-liga–csoportkör       |
| 6.    | VfL Wolfsburg            | 34 | 16 | 7  | 11 | 62 | 50 | +12 | 55 | Európa-liga, 2. selejtezőkör |
| 7.    | Eintracht Frankfurt      | 34 | 15 | 9  | 10 | 60 | 48 | +12 | 54 |                              |
| 8.    | Werder Bremen            | 34 | 14 | 11 | 9  | 58 | 49 | +9  | 53 |                              |
| 9.    | 1899 Hoffenheim          | 34 | 13 | 12 | 9  | 70 | 52 | +18 | 51 |                              |
| 10.   | Fortuna Düsseldorf Ú     | 34 | 13 | 5  | 16 | 49 | 65 | −16 | 44 |                              |
| 11.   | Hertha BSC               | 34 | 11 | 10 | 13 | 49 | 57 | −8  | 43 |                              |
| 12.   | Mainz 05                 | 34 | 12 | 7  | 15 | 46 | 57 | −11 | 43 |                              |
| 13.   | SC Freiburg              | 34 | 8  | 12 | 14 | 46 | 61 | −15 | 36 |                              |
| 14.   | Schalke 04               | 34 | 8  | 9  | 17 | 37 | 55 | −18 | 33 |                              |
| 15.   | FC Augsburg              | 34 | 8  | 8  | 18 | 51 | 71 | −20 | 32 |                              |
| 16.   | VfB Stuttgart            | 34 | 7  | 7  | 20 | 32 | 70 | −38 | 28 | Osztályozó                   |
| 17.   | Hannover 96 (K)          | 34 | 5  | 6  | 23 | 31 | 71 | −40 | 21 | Kiesik a Bundesliga 2-be     |
| 18.   | 1. FC Nürnberg Ú (K)     | 34 | 3  | 10 | 21 | 26 | 68 | −42 | 19 | Kiesik a Bundesliga 2-be     |

## Eredmények
| Hazai \ Vendég           | AUG | BSC | BRE | DOR | DÜS | FRA | FRE | HAN | HOF | LEI | LEV | MAI | MÖN | MUN | NÜR | SCH | STU | WOL |
| ------------------------ | --- | --- | --- | --- | --- | --- | --- | --- | --- | --- | --- | --- | --- | --- | --- | --- | --- | --- |
| FC Augsburg              | —   | 3–4 | 2–3 | 2–1 | 1–2 | 1–3 | 4–1 | 3–1 | 0–4 | 0–0 | 1–4 | 3–0 | 1–1 | 2–3 | 2–2 | 1–1 | 6–0 | 2–3 |
| Hertha BSC               | 2–2 | —   | 1–1 | 2–3 | 1–2 | 1–0 | 1–1 | 0–0 | 3–3 | 0–3 | 1–5 | 2–1 | 4–2 | 2–0 | 1–0 | 2–2 | 3–1 | 0–1 |
| Werder Bremen            | 4–0 | 3–1 | —   | 2–2 | 3–1 | 2–2 | 2–1 | 1–1 | 1–1 | 2–1 | 2–6 | 3–1 | 1–3 | 1–2 | 1–1 | 4–2 | 1–1 | 2–0 |
| Borussia Dortmund        | 4–3 | 2–2 | 2–1 | —   | 3–2 | 3–1 | 2–0 | 5–1 | 3–3 | 4–1 | 3–2 | 2–1 | 2–1 | 3–2 | 7–0 | 2–4 | 3–1 | 2–0 |
| Fortuna Düsseldorf       | 1–2 | 4–1 | 4–1 | 2–1 | —   | 0–3 | 2–0 | 2–1 | 2–1 | 0–4 | 1–2 | 0–1 | 3–1 | 1–4 | 2–1 | 0–2 | 3–0 | 0–3 |
| Eintracht Frankfurt      | 1–3 | 0–0 | 1–2 | 1–1 | 7–1 | —   | 3–1 | 4–1 | 3–2 | 1–1 | 2–1 | 0–2 | 1–1 | 0–3 | 1–0 | 3–0 | 3–0 | 1–2 |
| SC Freiburg              | 5–1 | 2–1 | 1–1 | 0–4 | 1–1 | 0–2 | —   | 1–1 | 2–4 | 3–0 | 0–0 | 1–3 | 3–1 | 1–1 | 5–1 | 1–0 | 3–3 | 3–3 |
| Hannover 96              | 1–2 | 0–2 | 0–1 | 0–0 | 0–1 | 0–3 | 3–0 | —   | 1–3 | 0–3 | 2–3 | 1–0 | 0–1 | 0–4 | 2–0 | 0–1 | 3–1 | 2–1 |
| 1899 Hoffenheim          | 2–1 | 2–0 | 0–1 | 1–1 | 1–1 | 1–2 | 3–1 | 3–0 | —   | 1–2 | 4–1 | 1–1 | 0–0 | 1–3 | 2–1 | 1–1 | 4–0 | 1–4 |
| RB Leipzig               | 0–0 | 5–0 | 3–2 | 0–1 | 1–1 | 0–0 | 2–1 | 3–2 | 1–1 | —   | 3–0 | 4–1 | 2–0 | 0–0 | 6–0 | 0–0 | 2–0 | 2–0 |
| Bayer Leverkusen         | 1–0 | 3–1 | 1–3 | 2–4 | 2–0 | 6–1 | 2–0 | 2–2 | 1–4 | 2–4 | —   | 1–0 | 0–1 | 3–1 | 2–0 | 1–1 | 2–0 | 1–3 |
| Mainz 05                 | 2–1 | 0–0 | 2–1 | 1–2 | 3–1 | 2–2 | 5–0 | 1–1 | 4–2 | 3–3 | 1–5 | —   | 0–1 | 1–2 | 2–1 | 3–0 | 1–0 | 0–0 |
| Borussia Mönchengladbach | 2–0 | 0–3 | 1–1 | 0–2 | 3–0 | 3–1 | 1–1 | 4–1 | 2–2 | 1–2 | 2–0 | 4–0 | —   | 1–5 | 2–0 | 2–1 | 3–0 | 0–3 |
| Bayern München           | 1–1 | 1–0 | 1–0 | 5–0 | 3–3 | 5–1 | 1–1 | 3–1 | 3–1 | 1–0 | 3–1 | 6–0 | 0–3 | —   | 3–0 | 3–1 | 4–1 | 6–0 |
| 1. FC Nürnberg           | 3–0 | 1–3 | 1–1 | 0–0 | 3–0 | 1–1 | 0–1 | 2–0 | 1–3 | 0–1 | 1–1 | 1–1 | 0–4 | 1–1 | —   | 1–1 | 0–2 | 0–2 |
| Schalke 04               | 0–0 | 0–2 | 0–2 | 1–2 | 0–4 | 1–2 | 0–0 | 3–1 | 2–5 | 0–1 | 1–2 | 1–0 | 0–2 | 0–2 | 5–2 | —   | 0–0 | 2–1 |
| VfB Stuttgart            | 1–0 | 2–1 | 2–1 | 0–4 | 0–0 | 0–3 | 2–2 | 5–1 | 1–1 | 1–3 | 0–1 | 2–3 | 1–0 | 0–3 | 1–1 | 1–3 | —   | 3–0 |
| VfL Wolfsburg            | 8–1 | 2–2 | 1–1 | 0–1 | 5–2 | 1–1 | 1–3 | 3–1 | 2–2 | 1–0 | 0–3 | 3–0 | 2–2 | 1–3 | 2–0 | 2–1 | 2–0 | —   |

## Rájátszás

### Első forduló
| 2019. május 23. 20:30 |

| VfB Stuttgart         | 2–2               | Union Berlin                |
| --------------------- | ----------------- | --------------------------- |
| Gentner 41' Gómez 51' | (1–1) Jegyzőkönyv | Abdullahi 43' Friedrich 68' |

| Mercedes-Benz Arena, Stuttgart Nézőszám: 58 619 Játékvezető: Bastian Dankert |

### Második forduló
| 2019. május 27. 20:30 |

| Union Berlin | 0–0         | VfB Stuttgart |
| ------------ | ----------- | ------------- |
|              | Jegyzőkönyv |               |

| Stadion An der Alten Försterei, Berlin Nézőszám: 22 012 Játékvezető: Christian Dingert |

A végeredmény összesítésben 2–2 lett, de idegenben lőtt több góllal a Union Berlin jutott fel, míg a VfB Stuttgart kiesett a másodosztályba.

## Statisztikák

### Góllövőlista
Utoljára frissítve: 2019. május 18.
| Helyezés | Játékos            | Klub                | Gólok |
| -------- | ------------------ | ------------------- | ----- |
| 1        | Robert Lewandowski | Bayern München      | 22    |
| 2        | Paco Alcácer       | Borussia Dortmund   | 18    |
| 3        | Kai Havertz        | Bayer Leverkusen    | 17    |
| 3        | Luka Jović         | Eintracht Frankfurt | 17    |
| 3        | Andrej Kramarić    | 1899 Hoffenheim     | 17    |
| 3        | Marco Reus         | Borussia Dortmund   | 17    |
| 3        | Wout Weghorst      | VfL Wolfsburg       | 17    |
| 8        | Ishak Belfodil     | 1899 Hoffenheim     | 16    |
| 8        | Timo Werner        | RB Leipzig          | 16    |
| 10       | Sébastien Haller   | Eintracht Frankfurt | 15    |
| 10       | Yussuf Poulsen     | RB Leipzig          | 15    |

### Gólpasszok
Utoljára frissítve: 2019. május 18.
| Helyezés | Játékos            | Klub                     | Gólp. |
| -------- | ------------------ | ------------------------ | ----- |
| 1        | Jadon Sancho       | Borussia Dortmund        | 18    |
| 2        | Joshua Kimmich     | Bayern München           | 16    |
| 3        | Julian Brandt      | Bayer Leverkusen         | 15    |
| 4        | Filip Kostić       | Eintracht Frankfurt      | 12    |
| 4        | Robert Lewandowski | Bayern München           | 12    |
| 4        | Thomas Müller      | Bayern München           | 12    |
| 4        | Marco Reus         | Borussia Dortmund        | 12    |
| 4        | Kevin Volland      | Bayer Leverkusen         | 12    |
| 9        | Thorgan Hazard     | Borussia Mönchengladbach | 11    |
| 9        | Max Kruse          | Werder Bremen            | 11    |

### Mesterhármasok
| Játékos              | Klub                     | Ellenfél           | Végeredmény | Dátum                |
| -------------------- | ------------------------ | ------------------ | ----------- | -------------------- |
| Alfreð Finnbogason   | FC Augsburg              | SC Freiburg        | 4–1         | 2018. szeptember 30. |
| Paco Alcácer         | Borussia Dortmund        | FC Augsburg        | 4–3         | 2018. október 6.     |
| Luka Jović5          | Eintracht Frankfurt      | Fortuna Düsseldorf | 7–1         | 2018. október 19.    |
| Jonas Hofmann        | Borussia Mönchengladbach | Mainz 05           | 4–0         | 2018. október 21.    |
| Alassane Pléa        | Borussia Mönchengladbach | Werder Bremen      | 3–1         | 2018. november 10.   |
| Dodi Lukebakio       | Fortuna Düsseldorf       | Bayern München     | 3–3         | 2018. november 24.   |
| Alfreð Finnbogason   | FC Augsburg              | Mainz 05           | 3–0         | 2019. február 3.     |
| Wout Weghorst        | VfL Wolfsburg            | Fortuna Düsseldorf | 5–2         | 2019. március 16.    |
| James Rodríguez      | Bayern München           | Mainz 05           | 6–0         | 2019. március 17.    |
| Yussuf Poulsen       | RB Leipzig               | Hertha BSC         | 5–0         | 2019. március 30.    |
| Jean-Philippe Mateta | Mainz 05                 | SC Freiburg        | 5–0         | 2019. április 5.     |
| Ishak Belfodil       | 1899 Hoffenheim          | FC Augsburg        | 4–0         | 2019. április 7.     |
| Lucas Alario         | Bayer Leverkusen         | Hertha BSC         | 5–1         | 2019. május 18.      |
| Wout Weghorst        | VfL Wolfsburg            | FC Augsburg        | 8–1         | 2019. május 18.      |

5 A játékos 5 gólt szerzett

### Kapott gól nélkül lehozott mérkőzések
Utoljára frissítve: 2019. május 18.
| Helyezés | Játékos            | Klub                     | Mérkőzések |
| -------- | ------------------ | ------------------------ | ---------- |
| 1        | Gulácsi Péter      | RB Leipzig               | 16         |
| 2        | Yann Sommer        | Borussia Mönchengladbach | 13         |
| 3        | Manuel Neuer       | Bayern München           | 10         |
| 3        | Roman Bürki        | Borussia Dortmund        | 10         |
| 5        | Lukáš Hrádecký     | Bayer Leverkusen         | 9          |
| 6        | Koen Casteels      | VfL Wolfsburg            | 8          |
| 6        | Rune Jarstein      | Hertha BSC               | 8          |
| 6        | Kevin Trapp        | Eintracht Frankfurt      | 8          |
| 9        | Ron-Robert Zieler  | VfB Stuttgart            | 6          |
| 10       | Oliver Baumann     | TSG 1899 Hoffenheim      | 5          |
| 10       | Michael Esser      | Hannover 96              | 5          |
| 10       | Florian Müller     | Mainz 05                 | 5          |
| 10       | Jiří Pavlenka      | Werder Bremen            | 5          |
| 10       | Michael Rensing    | Fortuna Düsseldorf       | 5          |
| 10       | Alexander Schwolow | SC Freiburg              | 5          |

## Csapatok száma tartományonkénti bontásban
| Pozíció | Tartomány              | Csapatok száma | Csapatok                                                                                          |
| ------- | ---------------------- | -------------- | ------------------------------------------------------------------------------------------------- |
| 1       | Észak-Rajna-Vesztfália | 5              | Borussia Dortmund, Fortuna Düsseldorf, Bayer Leverkusen, Borussia Mönchengladbach és a Schalke 04 |
| 2       | Baden-Württemberg      | 3              | SC Freiburg, 1899 Hoffenheim és a VfB Stuttgart                                                   |
| 2       | Bajorország            | 3              | FC Augsburg, Bayern München és az 1. FC Nürnberg                                                  |
| 4       | Alsó-Szászország       | 2              | Hannover 96 és a VfL Wolfsburg                                                                    |
| 5       | Berlin                 | 1              | Hertha BSC                                                                                        |
| 5       | Bréma                  | 1              | Werder Bremen                                                                                     |
| 5       | Hessen                 | 1              | Eintracht Frankfurt                                                                               |
| 5       | Rajna-vidék-Pfalz      | 1              | Mainz 05                                                                                          |
| 5       | Szászország            | 1              | RB Leipzig                                                                                        |

### A hónap legjobb játékosai, tehetségei és góljai
| Hónap      | Hónap Játékosa | Hónap Játékosa    | Hónap Tehetsége  | Hónap Tehetsége     | Hónap gólja          | Hónap gólja        | Források          |
| Hónap      | Játékos        | Csapat            | Játékos          | Csapat              | Játékos              | Csapat             | Források          |
| ---------- | -------------- | ----------------- | ---------------- | ------------------- | -------------------- | ------------------ | ----------------- |
| Augusztus  | N/A            | N/A               | N/A              | N/A                 | Axel Witsel          | Borussia Dortmund  | [ 5 ] [ 6 ] [ 7 ] |
| Szeptember | Marco Reus     | Borussia Dortmund | Achraf Hakimi    | Borussia Dortmund   | Jacob Bruun Larsen   | Borussia Dortmund  | [ 5 ] [ 6 ] [ 7 ] |
| Október    | Jadon Sancho   | Borussia Dortmund | Reiss Nelson     | 1899 Hoffenheim     | Paco Alcácer         | Borussia Dortmund  | [ 5 ] [ 6 ] [ 7 ] |
| November   | Marco Reus     | Borussia Dortmund | Achraf Hakimi    | Borussia Dortmund   | Marco Reus           | Borussia Dortmund  | [ 5 ] [ 6 ] [ 7 ] |
| December   | Marco Reus     | Borussia Dortmund | Dodi Lukebakio   | Fortuna Düsseldorf  | Jean Zimmer          | Fortuna Düsseldorf | [ 5 ] [ 6 ] [ 7 ] |
| Január     | Leon Goretzka  | Bayern München    | Nicolás González | VfB Stuttgart       | Maximilian Eggestein | Werder Bremen      | [ 5 ] [ 6 ] [ 7 ] |
| Február    | Julian Brandt  | Bayer Leverkusen  | Evan N'Dicka     | Eintracht Frankfurt | Jadon Sancho         | Borussia Dortmund  | [ 5 ] [ 6 ] [ 7 ] |
| Március    | Max Kruse      | Werder Bremen     | Ozan Kabak       | VfB Stuttgart       | Robert Lewandowski   | Bayern München     | [ 5 ] [ 6 ] [ 7 ] |
| Április    | Kai Havertz    | Bayer Leverkusen  | Matheus Pereira  | 1. FC Nürnberg      | Matheus Cunha        | RB Leipzig         | [ 5 ] [ 6 ] [ 7 ] |
| Május      | Kai Havertz    | Bayer Leverkusen  | N/A              | N/A                 | Franck Ribéry        | Bayern München     | [ 5 ] [ 6 ] [ 7 ] |